# Capasa baenzigeri
Capasa baenzigeri är en fjärilsart som beskrevs av Inoue 1982. Capasa baenzigeri ingår i släktet Capasa och familjen mätare. Inga underarter finns listade i Catalogue of Life.